# تسمع
التسمُّع في المصطلح الطبي (بالإنجليزية: Auscultation)‏ هو الاستماع إلى الأصوات الداخلية للجسم، وعادةً ما يجرى باستخدام سماعة طبية. يُجرى التسمع لأغراض فحص الدورة الدموية والجهاز التنفسي (أصوات القلب والتنفس)، بالإضافة إلى القناة الهضمية.
قدم المصطلح العلمي رينيه لينيك. يعود أصل عملية التسمع إلى أصوات الجسم لأغراض التشخيص إلى وقت بعيد من التاريخ، ربما في مصر القديمة. يتماشى التسمع والجس معًا في الفحص البدني وهما متشابهان من حيث أن لكليهما جذور قديمة ويتطلبان مهارة، وما يزال كلاهما مهمين حتى اليوم. تمثلت مساهمات لينيك في تحسين الإجراء وربط الأصوات بتغيرات مرضية محددة في الصدر واختراع أداة مناسبة (السماعة الطبية) للتوسط بين جسم المريض وأذن الطبيب.
التسمع مهارة تتطلب خبرة سريرية كبيرة وسماعة طبية دقيقة ومهارات استماع جيدة. يستمع الأخصائيون الصحيون (الأطباء والممرضات وغيرهم) إلى ثلاثة أعضاء وأجهزة رئيسية في أثناء التسمع: القلب والرئتين والجهاز الهضمي. عند التسمع إلى القلب، يستمع الأطباء إلى الأصوات غير الطبيعية، بما في ذلك لغظ القلب والنفخات وغيرها من الأصوات الإضافية التي تتزامن مع نبضات القلب. يمكن أيضًا ملاحظة معدل ضربات القلب. عند الاستماع إلى الرئتين، يمكن تمييز أصوات التنفس مثل الأزيز والحشرجة والكراكر. يمكن التسمع إلى الجهاز الهضمي لملاحظة وجود أصوات معوية.
قد تكون السماعات الطبية الإلكترونية أجهزة تسجيل، وبإمكانها تقليل الضوضاء وتحسين الإشارة. يعد ذلك مفيدًا لأغراض التطبيب عن بُعد (التشخيص عن بُعد) والتدريس. فتح هذا الأمر الطريق أمام تقنية التسمع بمساعدة الحاسوب. يوفر تخطيط الصدى الطبي بطبيعته القدرة على التسمع بمساعدة الحاسوب، واستبدلت أجهزة تخطيط الصدى الطبي المحمولة، وخاصةً جهاز تخطيط صدى القلب المحمول، السماعة الطبية في كثير من الحالات (خاصةً في طب القلب)، ولكن، ليس بشكل كامل (ما تزال السماعات الطبية ضرورية في الفحوصات الأساسية والاستماع إلى أصوات الأمعاء وسياقات الرعاية الأولية الأخرى).

## مخطط التسمع
يمكن تمثيل أصوات التسمع باستخدام الرموز لإنتاج مخطط التسمع، ويُستخدم في تدريب طب القلب.

## التسمع الوسيط والفوري
التسمع الوسيط هو مصطلح طبي قديم يشير إلى الاستماع (التسمع) إلى الأصوات الداخلية للجسم باستخدام أداة (وسيط)، وعادةً ما تكون سماعة طبية. يقابل هذا المصطلح التسمع الفوري، أي وضع الأذن مباشرةً على الجسم.

## التسمع الدوبلري
في العقد الأول من القرن الحادي والعشرين، أُثبت أن التسمع الدوبلري باستخدام محول طاقة بالموجات فوق الصوتية المحمول يتيح سماع حركات الصمامات وأصوات تدفق الدم التي لا تُكتشف قي أثناء فحص القلب بالسماعة الطبية. أظهر التسمع الدوبلري حساسية بنسبة 84% للكشف عن قصور الأبهر، بينما أظهر التسمع بالسماعة التقليدية حساسية بنسبة 58%. بالإضافة إلى ذلك، كان التسمع الدوبلري متفوقًا في الكشف عن ضعف استرخاء البطين. نظرًا لاختلاف المبدأ الفيزيائي لكل من التسمع الدوبلري والتسمع الكلاسيكي، اقتُرح أن الطريقتين مكملتان لبعضهما.